# Anne Haney
Anne Haney (Memphis (Tennessee), 4 maart 1934 – Los Angeles 26 mei 2001), geboren als Anne Ryan Thomas, was een Amerikaanse actrice.

## Biografie
Haney studeerde af in drama, radio en televisie aan de university of North Carolina in North Carolina.
Haney was, tot haar partners overlijden in 1980, getrouwd en had met haar echtgenoot een dochter. Zij stierf op 26 mei 2001 aan de gevolgen van een hartstilstand.

## Filmografie

### Films
Selectie:
- 1999 Forces of Nature – als Emma
- 1998 Psycho – als mrs. Chambers
- 1997 Midnight in the Garden of Good and Evil – als Margaret Williams
- 1997 Liar Liar – als Greta
- 1993 Mrs. Doubtfire – als mrs. Sellner
- 1983 The Osterman Weekend – als bruid
- 1982 Frances – als kapster
- 1980 Hopscotch – als mrs. Myerson
- 1978 Summer of My German Soldier – als mrs. Benn

### Televisieserie
Selectie:
- 2000-2001 Dharma & Greg – als mrs. Kirby – 2 afl.
- 2001 Providence – als Mary Aliperti – 2 afl.
- 1999 Movie Stars – als Francine Hardin – 8 afl.
- 1997 Leaving L.A. – als Martha Hayes – 6 afl.
- 1986-1994 L.A. Law – als rechter Marilyn Travelini – 11 afl.
- 1993-1994 George – als Juanita – 9 afl.
- 1986-1989 Mama's Family – als Alberta Meechum – 4 afl.
- 1986-1988 Our House – als Virginia Taft – 6 afl.
- 1985-1987 Lime Street – als Evelyn Camp – 8 afl.

- Library of Congress Control Number: no2014129039
- Virtual International Authority File: 311116487
- WorldCat: E39PBJdMh9TpXRBjr3m3tvcHG3